# Meet Me Tonight
Pour plus de détails, voir Fiche technique et Distribution.
Meet Me Tonight est un film britannique réalisé par Anthony Pelissier, sorti en 1952.

## Fiche technique
- Titre original : Meet Me Tonight
- Réalisation : Anthony Pelissier
- Scénario : Noël Coward, d'après ses propres pièces en un acte
- Direction artistique : Carmen Dillon
- Costumes : Margaret Furse
- Photographie : Desmond Dickinson
- Son : John W. Mitchell, Gordon McCallum
- Montage : Clive Donner
- Musique : Noël Coward
- Production : Anthony Havelock-Allan
- Production exécutive : Earl St. John
- Société de production : British Film Makers
- Société de distribution : General Film Distributors
- Pays d'origine :  Royaume-Uni
- Langue originale : anglais
- Format : couleur (Technicolor) — 35 mm — 1,37:1 — son mono
- Genre : film à sketches
- Durée : 81 minutes
- Dates de sortie : Royaume-Uni : 9 septembre 1952

## Red Peppers

### Synopsis
Un couple de danseurs et chanteurs se dispute, et aussi avec une autre artiste et avec le directeur du théâtre.

### Distribution
- Ted Ray : George Pepper
- Kay Walsh : Lily Pepper
- Martita Hunt : Mabel Grace
- Bill Fraser : Bert Bentley
- Frank Pettingell : M. Edwards

## Fumed Oak

### Synopsis
Un homme d'âge mûr en a assez de sa femme, de sa fille et de sa belle-mère. Après avoir fait secrètement des économies, il leur annonce qu'il s'en va pour de bon.

### Distribution
- Stanley Holloway : Henry Gow
- Betty Ann Davies : Doris Gow, sa femme
- Mary Merrall : Mme Rockett, sa belle-mère
- Dorothy Gordon : Elsie Gow, sa fille

## Ways and Means

### Synopsis
Toby et Stella Cartwright se demandent ce qu'ils vont faire maintenant qu'ils ont joué tout leur argent. Il ne leur reste pas assez pour payer leurs dettes, notamment à Olive Lloyd Ransome. Ils gagent le peu d'objets de valeur qui leur restent, et espèrent gagner au casino. Sur place, Olive prend le siège que Toby attendait et gagne beaucoup d'argent. Lorsqu'elle s'en va, Toby reprend la place mais perd tout. Pendant la nuit, le couple se réveille pour trouver Murdoch, le chauffeur d'Olive, en train de les cambrioler. Après s'être moqué de lui puisqu'ils ne possèdent plus rien qui en vaille la peine, Stella propose à Murdoch de voler son employeur et de partager l'argent avec eux. Murdoch prend les gains d'Olive, mais double le couple, seulement pour finir par être arrêter par la police.

### Distribution
- Valerie Hobson : Stella Cartwright
- Nigel Patrick : Toby Cartwright
- Jack Warner : Murdoch
- Jessie Royce Landis : Olive Lloyd Ransome
- Michael Trubshawe : Lord Chapsworth
- Yvonne Furneaux : Elena
- Mary Jerrold : Nanny